# Georgia State University
De Georgia State University (GSU), ook Georgia State, is een Amerikaanse openbare onderzoeksuniversiteit gevestigd in Atlanta in de staat Georgia. De universiteit werd opgericht in 1913.